# Teodulf av Orléans

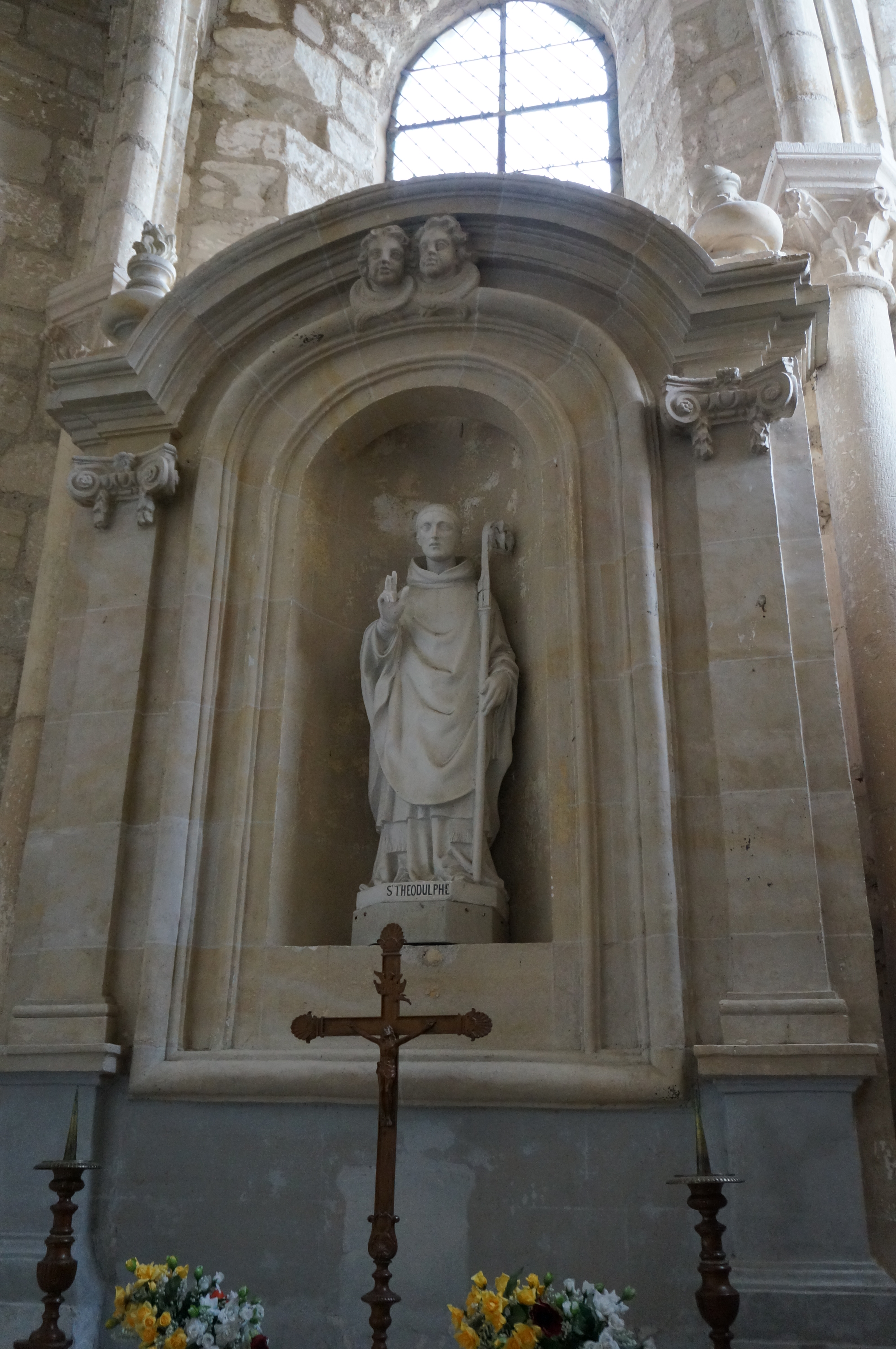
Teodulf av Orléans

Teodulf av Orléans (franska: Théodulfe) (född: 750-760, död: 18 december 821) fransk biskop, diktare, teolog och personlig rådgivare till Karl den store.
Teodulf var sannolikt av visigotisk härkomst och utnämndes till biskop av Orléans omkring 798. Han skrev teologiska utredningar, som De ordine baptismi och försvarade idén att den Helige Anden utgick också från Sonen och inte, som hävdades av den grekisk-ortodoxa kyrkan, endast från Fadern. Det manifesterades genom användandet av ordet Filioque ("och av Sonen") och ledde till slut till en öppen schism mellan den grekiska och den romerska kyrka. Teodulf deltog i händelserna i Rom 800. (?)
Teodulf ansåg även att kvinnan är svag och underlägsen mannen och att det i högsta grad är olämpligt att hon vidrör heliga ting i kyrkan. 
Teodulf, som verkade under Karl den stores regeringstid, lät 806 uppföra ett palatskapell intill sin privata villa i Germigny-des-Prés vid floden Loire. Detta palatskapell förstördes av normander, och i sin nuvarande restaurerade skepnad från 1800-talet är det ett av mycket få bevarade exemplen på arkitekturen på fransk mark från Karl den stores tid. Se vidare: Konstens historia: Frankrike.
Teodulf skrev också för tiden originella, latinska dikter och hade stor betydelse inom hymndiktningen till exempel med Gloria, laus et honor, tonsatt av Egidus Binchois och Antoine Brumel under 1400-talet. I Teodulfs korrespondens finns beskrivningar av kretsen kring Karl den store. 
Under Ludvig den fromme misstänktes Teodulf vara delaktig i en sammansvärjning 817 och förvisades till Angers. Teodulf dog i fängelse i Angers 821.